# Барбізонська спокуса
«Барбізонська спокуса» (фр. La Tentation de Barbizon) — французький кінофільм, в якому дебютував 30-річний Луї де Фюнес.

## Сюжет
Портьє видавництва Мішель і співробітниця того ж видавництва Мартіна закохані одне в одного і вирішують одружитись. Одного разу після роботи вони разом повертаються додому і не підозрюють, що всього за кілька годин їхнє щастя опиниться під загрозою. Адже того ж вечора у маленькому заміському готелі дядька Мартина з'явились два дивних мешканці. Господар не одразу звернув увагу на загадкові явища, які почали траплятися у готелі з появою цієї пари, і навіть не міг подумати, що приймає не аби-кого, а двох давніх супротивників — ангела в образі чарівної та життєрадісної Єви Паркер і диявола-спокусника в образі цинічного мсьє Аткінсона. Пожильці неприємно вражені цією зустріччю і, як зазвичай, починають суперечку про перевагу сил добра чи зла. Жертвами цієї одвічної боротьби і стає молода пара після повернення додому. Побачивши щасливих закоханих, Аткінсон вважає своїм обов'язком внести розлад в їх відносини, а Паркер вважає своїм обов'язком завадити цьому.
Для початку Аткінсон пропонує Мішелю вигідну роботу, яка допоможе йому викараскатися з бідності, а потім пропонує їм ключі від квартири. Це призводить до перших незгод з Мартіною: Мішель готовий приймати всі подарунки спокусника, у той час як Мартіна насторожена такою щедрістю та відмовляється від них. Відмовившись від квартири, пара зупиняється в дорогому готелі, і Мішель має почати працювати. Наступним пунктом в плані Аткінсона є знайомство Мішеля з директоркою видавництва, яка має спокусити його. Єву Паркер він намагається нейтралізувати руками поліції, але їй вдається звільнитися завдяки своїм магічним здібностям. Вона одразу звертається по допомогу до дядька Мартіни, і той, вдаючи з себе багатія, відволікає увагу спокусниці на себе. Увечері, на який призначена зустріч Мішеля з цією жінкою, Єва проходить в її будинок і перетворює її на рибу. Прибувши на зустріч, Мішель застає там тільки Єву, до якої теж не проти позалицятися. А Аткінсон у цей час прогулюється містом з Мартіною, яку в потрібний момент збирається привезти до місця зради. Але дорогою його автівка стикається з автівкою Мішеля і Єви. Таким чином плани диявола руйнуються, а продовжувати боротьбу він не збирається, оскільки спілкування з добросердечною Мартіною примусило його змінити свої погляди. Ангел святкує перемогу і вирушає далі творити добро.

## У ролях
- Сімона Ренан
- Франсуа Пер'є

## Цікаві факти
- Луї де Фюнес знявся в своїй першій в кіно епізодичній ролі портьє.